# 26. јануар
26. јануар је двадесет шести дан у години у Грегоријанском календару. 339 дана (340 у преступним годинама) остаје у години после овог дана.

## Догађаји
- 1500 — Шпански морепловац Висенте Јањез Пинзон открио Бразил.
- 1531 — Снажан земљотрес погодио Португал, главни град Лисабон потпуно разорен, а погинуло више од 30.000 особа.
- 1564 — Папа Пије IV потврдио је булом "Benedictus Deus" одлуке Тридентинског сабора и затражио од католика да их се строго придржавају и под претњом екскомуникације забранио свако њихово неовлашћено тумачење.
- 1699 — Потписан Карловачки мир, којим је после 16 година окончан рат Турске и Свете алијансе. Споразумом који су у Сремским Карловцима с Турском склопиле Аустрија, Русија, Пољска и Венеција Турци изгубили Угарску, Славонију, Лику и Банију, задржали Банат и део Срема до Митровице. Венеција добила средњу Далмацију, Боку которску до Рисна и Мореју.
- 1788 — је формирана колонија Нови Јужни Велс.
- 1885 — Судански устаници Мухамеда Ахмеда су заузели Картум и погубили енглеског генерала Чарлса Гордона.
- 1905 — Код Преторије у Јужној Африци пронађен највећи дијамант на свету, „Калинан“. У сировом стању тежио 622 грама и имао 3.106 карата.
- 1930 — Махатма Ганди, лидер покрета за независност Индије, почео марш кроз Индију због пореза на со. „Марш соли“ требало да охрабри Индијце да самостално производе со као симбол независности.
- 1934 — Потписан десетогодишњи немачко-пољски пакт о ненападању, који је Хитлер прекршио нападом на Пољску 1. септембра 1939.
- 1935 — Изашао први број београдског недељника „Недељне информативне новине“.
- 1942 — Прве трупе САД у Другом светском рату стигле у Европу, у Северну Ирску, а у борбе на европском ратишту укључиле се 1943. нападом на Италију.
- 1947 — У авионској несрећи у Данској погинуо шведски престолонаследник Густав VI Адолф. Без оца остало петоро деце, међу којима садашњи краљ Шведске Карл XVI Густаф.
- 1950 — Индија формално проглашена републиком у оквиру Британског комонвелта.
- 1965 — Хинду постао званичан језик Индије, што је изазвало немире на југу земље, где становништво говори другим језицима, па је Влада Индије у фебруару 1965. одлучила да у званичној употреби остане и енглески.
- 1972 — Изнад Чехословачке, после експлозије подметнуте бомбе, пао авион ЈАТ „DC-9“ на линији Копенхаген-Београд. Погинуло 26 путника и чланова посаде, преживела једино стјуардеса Весна Вуловић.
- 1993 — Књижевник Вацлав Хавел изабран за председника нове Чешке Републике, после распада Чехословачке федерације.
- 1994 — Румунија као прва земља из бившег Варшавског пакта потписала документ НАТО „Партнерство за мир“.
- 1996 — Сенат САД одобрио споразум „Старт 2“ о смањењу броја америчких и руских стратешких нуклеарних ракета.
- 2000 — Хашки трибунал донео коначну пресуду Србину Душку Тадићу у поступку који је трајао скоро четири године. Први човек ком је суђено за злочине почињене током рата у Босни и Херцеговини, од 1992. до 1995, осуђен на 20 година затвора.
- 2001 — У земљотресу јачине 7,7 степени Рихтерове скале у западној Индији погинуло око 18.000 људи.
- 2006 — Пронађена најмања планета, ОГЛЕ-2005-БЛГ-390Лб, слична Земљи ван Сунчевог система

## Рођења
- 1908 — Стефан Грапели, француско-италијански џез музичар (виолиниста). (прем. 1997)[1]
- 1911 — Поликарп Куш, америчко-немачки физичар, добитник Нобелове награде за физику (1955). (прем. 1993)[2]
- 1918 — Николаје Чаушеску, румунски политичар, председник Румуније (1974—1989). (прем. 1989)[3]
- 1921 — Акио Морита, јапански бизнисмен, суоснивач компаније Сони. (прем. 1999)[4]
- 1925 — Пол Њумен, амерички глумац, редитељ, продуцент, предузетник, возач ауто-трка и хуманитарац. (прем. 2008)[5]
- 1928 — Живојин Миленковић, српски глумац. (прем. 2008)[6]
- 1939 — Скот Глен, амерички глумац.
- 1949 — Дејвид Стратерн, амерички глумац.[7]
- 1950 — Ратислав Ђелмаш, српски бубњар (прем. 2021)[8]
- 1951 — Јармила Кратохвилова, чешка атлетичарка.[9]
- 1953 — Андерс Фог Расмусен, дански политичар, премијер Данске (2001—2009).[10]
- 1955 — Еди ван Хејлен, холандско-амерички музичар, најпознатији као суоснивач и гитариста групе Van Halen. (прем. 2020)[11]
- 1958 — Анита Бејкер, америчка музичарка.[12]
- 1958 — Елен Деџенерес, америчка глумица, комичарка, ТВ водитељка, списатељица и продуценткиња.[13]
- 1961 — Вејн Грецки, канадски хокејаш.[14]
- 1963 — Милко Ђуровски, македонски фудбалер и фудбалски тренер.[15]
- 1963 — Жозе Мурињо, португалски фудбалер и фудбалски тренер.[16]
- 1964 — Пол Џохансон, амерички глумац, сценариста и редитељ.[17]
- 1971 — Доријан Грегори, амерички глумац.[18]
- 1971 — Бојан Жировић, српски глумац.[19]
- 1973 — Брендан Роџерс, северноирски фудбалер и фудбалски тренер.[20]
- 1977 — Винс Картер, амерички кошаркаш.[21]
- 1978 — Александар Никачевић, српски бициклиста.[22]
- 1979 — Сара Ру, америчка глумица.[23]
- 1984 — Антонио Рукавина, српски фудбалер.[24]
- 1987 — Себастијан Ђовинко, италијански фудбалер.[25]
- 1987 — Гојко Качар, српски фудбалер.[26]
- 1987 — Ригоберто Уран, колумбијски бициклиста.[27]
- 1990 — Петер Саган, словачки бициклиста.[28]
- 1991 — Николо Мели, италијански кошаркаш.[29]
- 1993 — Кевин Пангос, канадско-словеначки кошаркаш.[30]
- 1993 — Соња Сајзор, српска музичарка и уметница.
- 1995 — Немања Максимовић, српски фудбалер.[31]
- 1996 — Игор Декраен, белгијски бициклиста. (прем. 2014)[32]

## Смрти
- 1823 — Едвард Џенер, енглески лекар. (рођ. 1749)[33]
- 1891 — Николаус Аугуст Ото, немачки инжењер. (рођ. 1932)[34]
- 1962 — Лаки Лучано, амерички мафијаш. (рођ. 1897)[35]
- 1971 — Херман Хот, генерал нацистичке Немачке. (рођ. 1885)
- 1990 — Ава Гарднер, америчка филмска глумица. (рођ. 1922)[36]
- 2003 — Валериј Брумел, руски атлетичар, светски шампион у скоку у вис. (рођ. 1942)[37]
- 2004 — Михајло-Бата Паскаљевић, позоришни, филмски и ТВ глумац. (рођ. 1923)[38]
- 2019 — Бошко Ђокић, српски кошаркашки тренер. (рођ. 1958)[39]
- 2019 — Павел Опавски, доктор наука из области спорта и физичког васпитања. (рођ. 1925)[40]
- 2020 — Коби Брајант, амерички кошаркаш. (рођ. 1978)[41]

## Празници и дани сећања
- Српска православна црква слави:
  - Свете мученике Ермила и Стратоника
  - Светог Јакова епископа нисибијског
  - Преподобног Максима Капсокалива